# Stazione di Orbetello-Monte Argentario
Stazione di Orbetello-Monte Argentario vasútállomás Olaszországban, Orbetello településen.

## Vasútvonalak
Az állomást az alábbi vasútvonalak érintik:
- Pisa–Róma-vasútvonal
- Orbetello-Porto Santo Stefano-vasútvonal

## Kapcsolódó állomások
A vasútállomáshoz az alábbi állomások vannak a legközelebb:
- Stazione di Albinia
- Ansedonia railway halt
- Orbetello Scalo railway station